# مقاطعة جولدن فالي (داكوتا الشمالية)
جولدن فالي (بالإنجليزية: Golden Valley)‏ هي إحدى مقاطعات ولاية داكوتا الشمالية في الولايات المتحدة الأمريكية.